# 釜山モーターショー
釜山国際モーターショー (Busan International Motor Show、부산 모터쇼、通称：BIMOS) は、大韓民国で開催される国際モーターショーで2001年以来2年おき（但し、2005年は開催されずに翌年となったため、以降は末尾が偶数の年。但し、2020年は新型コロナウィルスの影響で中止）に開催されている。
釜山モーターショー組織委員会、韓国自動車工業会 (KAMA)が主催。
開催会場はセンタムシティ駅そばにあるBEXCO。

## 歴史
※いずれも初日はプレスデーである。
- 第1回：2001年9月13日から9月23日まで開催。テーマは「人間と自然が呼吸する未来」。

- 第2回：2003年10月2日から10月12日まで開催。テーマは「車・人と自然、技術の出会い」。

- 第3回：2006年4月27日から5月7日まで開催。テーマは「車と人、永遠のパートナー」。

- 第4回：2008年5月2日から5月12日まで開催。テーマは「自動車、生活を越えて文化に」。

- 第5回：2010年4月29日から5月9日まで開催。テーマは「青い未来に向けた、自動車の夢」。リーマン・ショックの煽りを受け、海外メーカーの出展は殆どなかった。

- 第6回：2012年5月25日から6月3日まで開催。トヨタやフォルクスワーゲンが初出展するなど、当モーターショー過去最高の出展社数であった。

- 第7回：2014年5月30日から6月8日まで開催。テーマは「自動車の海、世界を抱く」。過去最大規模の約200社が出展。車両はコンセプトカーを含め、計198台を展示する。
  - ヒュンダイ・AG（のちのアスラン）、キア・カーニバルなどが公開された。

- 第8回：2016年6月2日から6月12日まで開催。テーマは「未来の波、感動の技術」。

- 第9回：2018年6月7日から6月17日まで開催。テーマは「革新を超えて、未来へ」。

- 第10回(中止)：本来、2020年5月28日から6月7日まで開催予定であったが、新型コロナウイルスの影響を懸念し、2020年4月6日に中止が発表された[1]。よって2022年7月14日から7月24日での開催予定分が第10回となる。テーマは「Next Mobility, A Celebration（次世代のモビリティを祝おう）」。

- 第10回：2022年7月15日から7月24日まで開催。テーマは「次世代のモビリティを祝おう！」。

- 第11回：2024年6月27日から7月7日まで開催。今回より「ソウルモビリティショー」に倣い、イベント名を「釜山モビリティショー」へと変更。